# Frits van Gendt

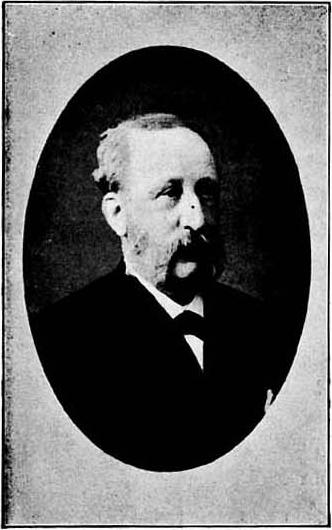
Frederik Willem (Frits) van Gendt

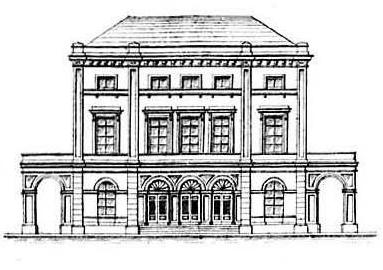
Schouwburg, Koningsplein, Arnhem, gevel. 1864-1865 (afgebroken 1935).

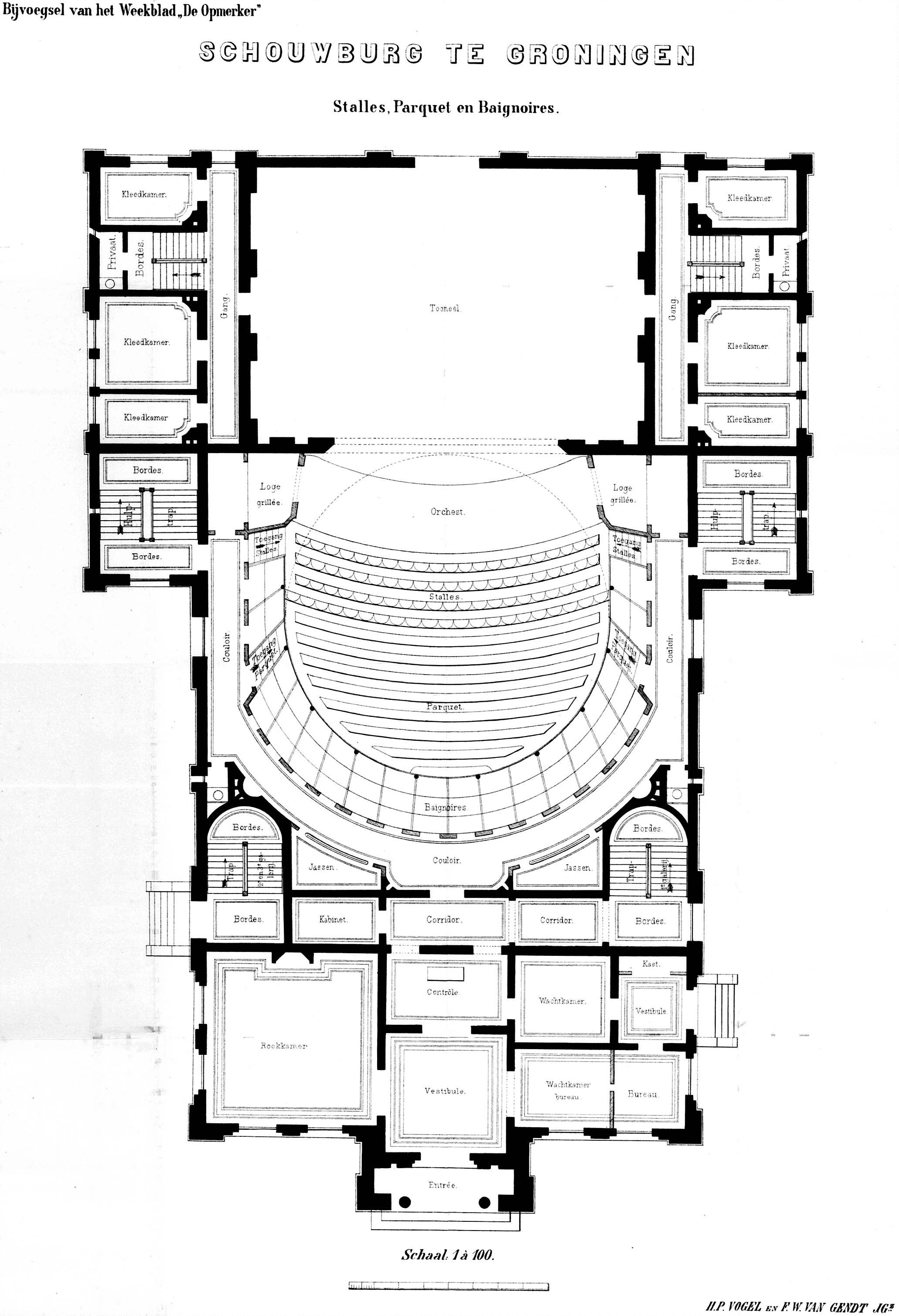
H.P. Vogel & F.W. van Gendt. Stadsschouwburg, Groningen, plattegrond. Afkomstig uit De Opmerker, 3e jaargang, nummer 16 (18 april 1868).

Frederik Willem (Frits of Fred) van Gendt (Alkmaar, 1831 – Den Haag, 6 december 1900) was een Nederlands architect en stedenbouwkundige. Hij is vooral bekend vanwege zijn functie als ingenieur der Domeinen. Tussen 1867 en 1900 maakte hij in die hoedanigheid plannen voor de ontmanteling van stadswallen en buitenwerken in verschillende Nederlandse vestingsteden. 

## Beknopte biografie
Van Gendt werd geboren als oudste zoon van de waterbouwkundige Johan Godart van Gendt sr.. Het gezin waarin hij opgroeide bestond uit vijf kinderen. De vier jongens hieruit kwamen allemaal in de bouwkundige wereld terecht. Met name zijn jongste broer Adolf Leonard (1835-1901) geniet nog altijd een grote bekendheid als architect van onder meer het Amsterdamse Concertgebouw. Naast Frits en Dolf waren er ook nog de broers Johan Godart jr. (1833-1880) en Gerlach Jan (1838-1921). De laatstgenoemde werkte als architect te Arnhem.
Frits van Gendt volgde een opleiding tot landmeetkundige. Tot 1858 was hij assistent-architect van de stadsarchitect van Amsterdam, Bastiaan de Greef Janszoon. Van Gendt hielp in Amsterdam mee bij de oprichting van het genootschap Architectura et Amicitia. In 1862 werd hij benoemd tot gemeente-architect in Arnhem. In 1866 richtte hij in dezelfde stad het tijdschrift De Opmerker op, enige tijd het blad van het genootschap. Dat hij zijn werk als stadsarchitect niet voortzette, had te maken met een ruzie met de Arnhemse gemeenteraad. Van Gendt ging namelijk niet akkoord met het verbod, dat de raad aan hem stelde, particuliere opdrachten aan te nemen naast zijn werk als stadsarchitect, 
In december 1867 werd Van Gendt aangesteld als "ingenieur der Domeinen voor de ontmanteling der vestingen en andere domeinbelangen". In die periode werden de vestingen Maastricht, Venlo, Bergen op Zoom, Fort Bath, Coevorden en Vlissingen ter ontmanteling opgedragen. In 1869 volgden Breda en Nieuweschans, en in 1874 was het ook de beurt aan Groningen, Delfzijl, Deventer, Zutphen, Nijmegen, Elden, Grave en 's-Hertogenbosch. De ontmanteling van Vlissingen en Fort Bath droeg Van Gendt over op de hoofdopziener in de provincie Zeeland; J.J. Brandt. Tijdens de periode waarin Van Gendt ingenieur der domeinen was, had hij de latere directeur van gemeentewerken te Leeuwarden, W.C.A. Hofkamp, in dienst als leerling en medewerker.

## Enkele werken
- 1865-1865 Arnhem: Musis Sacrum
- 1867-1867 Arnhem: Verbouwing koetshuis bij Huis Zypendaal, Zypendaalseweg 44 (Het oorspronkelijke koetshuis dateert uit 1764-1767)
- 1883-1883 Groningen: Stadsschouwburg, Turfsingel (met Hugo Pieter Vogel)
- 1883-1884 Maarsbergen: Dorpskerk (met A.R. Freem)